# Europsko prvenstvo u košarci – Litva 1939.
Europsko prvenstvo u košarci 1939. godine održalo se u Kaunasu od 21. do 28. svibnja 1939. godine.